# Rue Oberkampf
La Rue Oberkampf es una calle situada en el Distrito XI de París, que atraviesa completamente desde su límite con el Distrito III al oeste hasta el límite con el XX al este.

## Situación y acceso
Antiguamente una simple calle comercial que estructuraba la parte meridional del Faubourg du Temple, la calle se convirtió en un lugar de moda en la década de 1990. Abrieron numerosas cafeterías, restaurantes, discotecas y salas de conciertos en la calle, en particular en su mitad oriental, y en sus alrededores, como en la Rue Saint-Maur y la Rue Jean-Pierre-Timbaud. La mayor parte de los antiguos talleros fueron, mientras tanto, reconvertidos en galerías de arte o en oficinas de arquitectos, artistas o diseñadores.
La calle es servida por varias estaciones del metro: al oeste Oberkampf (en las líneas 5 y 9), en el centro Parmentier (línea 3), y al este Ménilmontant (línea 2).

## Origen del nombre

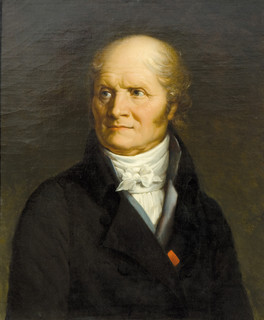
Christophe-Philippe Oberkampf.

La calle lleva el nombre de Christophe-Philippe Oberkampf, célebre por haber fundado la manufactura real de tejidos estampados de Jouy-en-Josas, donde se fabricaba la toile de Jouy.

## Historia
La Rue Oberkampf es una «calle-faubourg» del este parisino. Su trazado es conforme a la topografía: el antiguo camino rural empezaba junto a los fosos, en un brazo muerto del Sena, antes de escalar las primeras laderas de Ménilmontant. Desde el Boulevard du Temple, siguiendo el trazado de la muralla de Carlos V, hasta el Boulevard de Ménilmontant, correspondiente a la muralla de los Fermiers Généraux, la calle se formó por urbanización progresiva a partir de finales del siglo XVIII. A las casas que no superaban una planta, con comercio hacia la calle, y de las cuales aún se conservan algunos ejemplos en la actualidad, sucedieron los patios y pasajes rodeados por nuevas casas y talleres. Los barrios resultantes se caracterizaban por tener unas parcelas muy fragmentadas, así como por un número importante de pasajes y de vías privadas. Con el paso de los años, la elevación de las casas y el relleno de los patios acentuaron el carácter heterogéneo de los edificios.
Los habitantes fueron desde el origen comerciantes, pequeños empresarios, trabajadores y artesanos. El comercio es una de las actividades tradicionales de la calle, en particular el minorista, todavía muy presente en la actualidad. Las otras actividades, la artesanía y la pequeña industria, han desaparecido, pero ocuparon durante mucho tiempo un lugar importante. El trabajo de los metales y la pequeña mecánica predominaron desde el siglo XIX: fabricantes de pan de oro, caldereros, fundidores de metales… En los alrededores del faubourg Saint-Antoine, la calle acogía también carpinteros. Por último, el trabajo de las pieles y el cuero estaba muy representado, ya que la Rue Oberkampf está situada en el corazón de los antiguos barrios industriales de París.
El 13 de noviembre de 2015, tras los atentados de París de noviembre de 2015, una parte de la calle fue bloqueada y en el patio del número 33 se dispuso un punto de encuentro de las víctimas.

## Lugares de interés

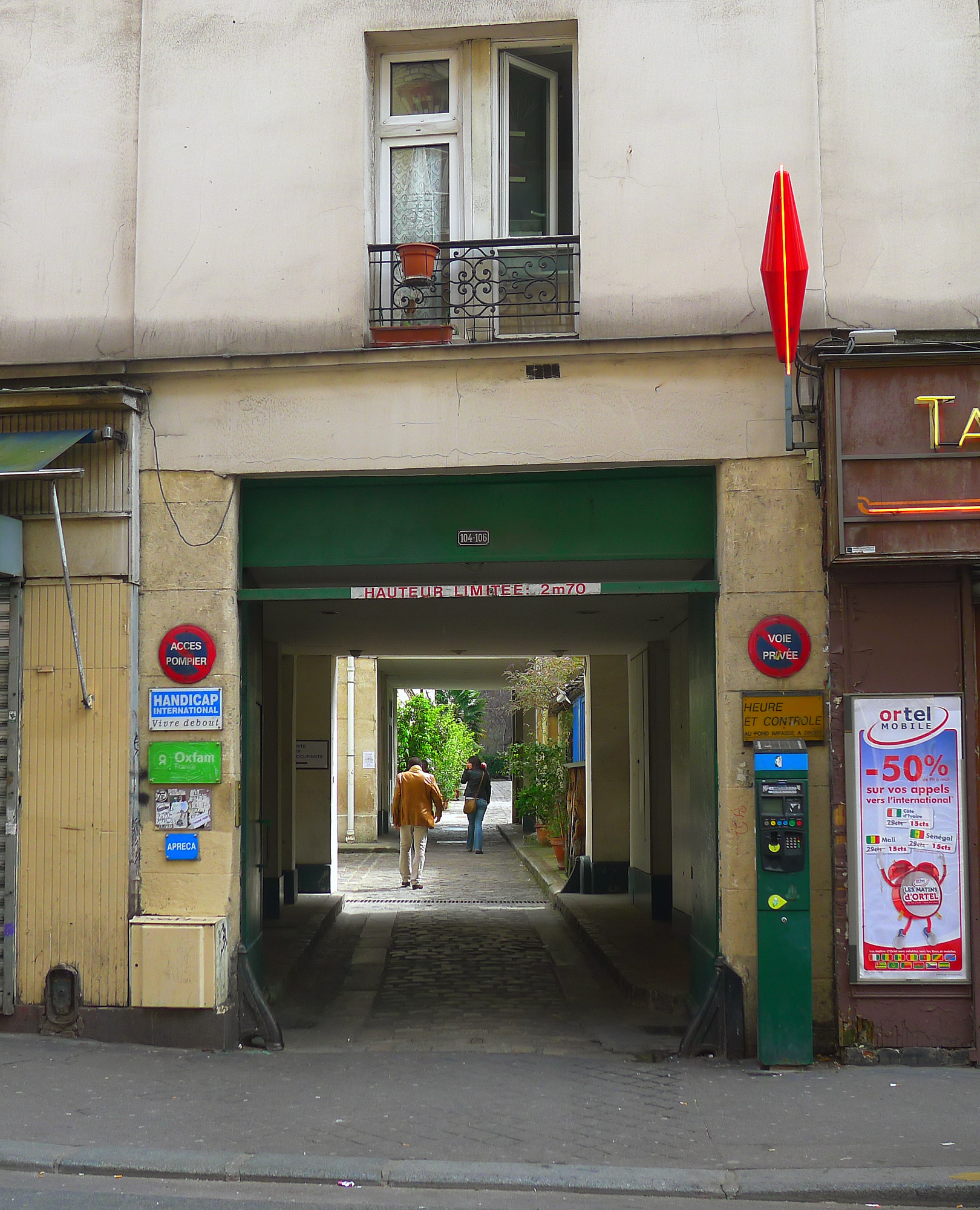
N.º 104-106, entrada de la cité du Figuier.

- N.º 87: residencia del escultor Ernest Auguste Révillon (1854-1927) desde 1883 hasta 1885.
- La Rue Oberkampf alberga dos complejos de edificios destacables en cul-de-sac (cités):[4]
  - la cité du Figuier en el n.º 104-106;[4]
  - la cité Durmar en el n.º 154. Antiguo cul-de-sac de legumbres, los agricultores construyeron sobre sus parcelas gloriettes, casas posteriormente transformadas en talleres, especialmente de metalurgia, con viviendas en la planta de arriba.[7]
- La calle dio su nombre a un grupo punk parisino de los años ochenta, Oberkampf. El grupo se hizo famoso por un primer maxisencillo titulado Couleur sur Paris, donde se podía encontrar una versión original de Poupée de cire, poupée de son, escrita originalmente por Serge Gainsbourg para France Gall.[8]
- Nicolas Grenier, poeta francés, dedicó un poema a la Rue Oberkampf: Oberkampf Street ou l'art de déguster un smoothie kiwi.[9]
- Michel Polnareff pasó su infancia en un apartamento en el 24 de la Rue Oberkampf.[10]